# Abimael Guzmán
Manuel Rubén Abimael Guzmán Reynoso (4. prosince 1934, Mollendo – 11. září 2021 Callao) byl peruánský profesor filosofie a zakladatel teroristické maoistické organizace Světlá stezka, v jejímž čele stál až do svého zatčení v roce 1992. Guzmán byl také zván Presidente Gonzalo, Camarado Gonzalo či Puka Inti – Rudé srdce. Guzmán byl v roce 1992 zatčen a v následném procesu odsouzen na doživotí.

## Mládí
Narodil se v peruánské obci Mollendo a jeho matka zemřela, když mu bylo pouhých šest měsíců. Guzmán vystudoval filosofii (doktorský titul obhájit v roce 1961) a práva, jež dokončil už jako učitel na filosofické fakultě arequipské Univerzity San Augustin.
Co se týče náboženství, nikoho nevyznával a vždy se považoval za ateistu a materialistu. Stejně jako Karl Marx viděl náboženství jako „opium lidí“ a chápal ho jako „sociální jev, produkt vykořisťování, který pomine, dokud vykořisťování skončí, aby bylo smeteno a vznikne nová společnost“.

## Štěpení komunistické strany
Guzmán byl aktivní v Komunistické straně Peru a od roku 1962 začal vyučovat na Univerzitě Huamanga v Ayacuchu, kde jeho maoistické učení získalo řadu stoupenců – Ayacucho bylo později centrem operací Světlé stezky.
V roce 1962 byl Guzmán jedním z aktérů konfliktu na IV. národním sjezdu Komunistické strany Peru, kde odmítl parlamentní cestu převzetí moci a uznal pouze cestu ozbrojené revoluce. V následujícím roce se spolupodílel na vytvoření marxistické frakce Komunistické strany Peru a ideologicky plně přešel k maoismu (několikrát navštívil i Čínu). V roce 1965 už se pod Guzmánovým vedením zcela odštěpilo maoistické uskupení „Bandera Roja“. Světlou stezku Guzmán budoval v roce 1970 pod názvem Komunistická strana Peru Světlé stezky José Carlose Mariátegui.

## Světlá stezka
Cílem Světlé stezky bylo vyvolat v zemi takovou vlnu teroru, která by jí umožnila zcela převzít vládu nad Peru a vytvořit zde maoistickou diktaturu. Původcem této revoluce měly být podle jejich ideologie peruánští rolníci – v drtivé míře příslušníci nativních etnik a jimi vytvořená lidová armáda.
Od 17. května 1980 Světlá stezka pod Guzmánovým vedením rozpoutala mnohaletou vlnu násilí, které padlo za oběť přibližně 69 000 lidí. Z toho počtu připadlo 46 % na vrub Světlé stezky, 30 % zabila armáda a policie a 24 % ostatní strany boje (paramilitární oddíly 13 %, Revoluční hnutí Túpac Amaru 1,5 %, útvary domobrany rondas atd.).

## Zatčení
Zlomem v aktivitě organizace, která v roce 1990 ovládala 19 z 24 departmentů Peru a široce působila i v obchodu s kokainem, bylo Guzmánovo zatčení 12. září 1992. Guzmán byl po svém zatčení navlečen do pruhovaného obleku, vystaven v kleci a vysílán v televizi, což ho mělo u veřejnosti zesměšnit. Později byl vojenským soudem odsouzen na doživotí, v roce 2006 toto odsouzení potvrdil civilní soud a byl držen ve věznici na námořní základně Callao nedaleko Limy. Odtud byl v červnu 2021 kvůli zdravotním problémům převezen do vojenské nemocnice, kde 11. září zemřel.
V roce 1993 Guzmán veřejně vyzval Světlou stezku k uzavření míru, což vedlo k rozštěpení zbytků organizace. Guzmána ve vedení organizace nahradil Óscar Ramírez, který byl později sám zatčen a odsouzen na doživotí.